# Равна Гора (општина)
Равна Гора је насељено место и седиште општине у Приморско-горанској жупанији, у Републици Хрватској.

## Историја
До територијалне реорганизације у Хрватској, налазила се у саставу старе општине Делнице.

## Становништво
На попису становништва 2011. године, општина Равна Гора је имала 2.430 становника, од чега у самој Равној Гори 1.709.

## Попис 1991.
На попису становништва 1991. године, насељено место Равна Гора је имало 2.036 становника, следећег националног састава:
| Попис 1991.‍   | Попис 1991.‍  | Попис 1991.‍ | Попис 1991.‍ | Попис 1991.‍ |
| ------------- | ------------ | ----------- | ----------- | ----------- |
|               |              |             |             |             |
| Хрвати        | Хрвати       |             | 1.978       | 97,15%      |
| Срби          | Срби         |             | 18          | 0,88%       |
| Албанци       | Албанци      |             | 7           | 0,34%       |
| Словенци      | Словенци     |             | 4           | 0,19%       |
| Југословени   | Југословени  |             | 2           | 0,09%       |
| Мађари        | Мађари       |             | 2           | 0,09%       |
| Муслимани     | Муслимани    |             | 1           | 0,04%       |
| Црногорци     | Црногорци    |             | 1           | 0,04%       |
| остали        | остали       |             | 1           | 0,04%       |
| неопредељени  | неопредељени |             | 13          | 0,63%       |
| регион. опр.  | регион. опр. |             | 1           | 0,04%       |
| непознато     | непознато    |             | 8           | 0,39%       |
| укупно: 2.036 |              |             |             |             |

## Знамените личности
- Јелисавета Вељковић (1904—2016), суперстогодишњакиња, најстарија жива особа у Србији.